# Biscutella sempervirens subsp. vicentina
Biscutella sempervirens subsp. vicentina é uma subespécie de planta com flor pertencente à família Brassicaceae. 
A autoridade científica da subespécie é (Samp.) Malag., tendo sido publicada em Las Subespecies y la Variación Geográfica 7. 1973.

## Portugal
Trata-se de uma subespécie presente no território português, nomeadamente em Portugal Continental.
Em termos de naturalidade é endémica da Península Ibérica.

## Protecção
Encontra-se protegida por legislação portuguesa ou da Comunidade Europeia, nomeadamente pelo Anexo II e IV (?) da Directiva Habitats.